# Herbert de Jager
Herbert de Jager (1634, Aarlanderveen - 6 Januari 1694, Batavia) was een oriëntalist die de Verenigde Oost-Indische Compagnie diende als koopman, diplomaat en kenner van tal van Aziatische talen. Hij werkte in Perzië, India en Batavia.

## Biografie

### Leiden
Herbert de Jager werd geboren als zoon van een boer in Aarlanderveen. Hij studeerde vanaf 1656 eerst theologie aan de Universiteit Leiden, vanaf 1658 met een studiebeurs van de VOC, zodat hij na zijn afstuderen als predikant in Indië kon gaan werken. In 1661 stapte hij met toestemming van de VOC over op wiskunde, oosterse talen (Arabisch en Perzisch), vestingbouw, botanica en astronomie. Een van zijn leraren was de beroemde oriëntalist en wiskundige Jacobus Golius. De latere Amsterdamse burgemeester, geleerde en VOC-bewindhebber Nicolaes Witsen volgde in deze tijd bij Leidse hoogleraren privélessen in de rechten en leerde toen waarschijnlijk De Jager kennen. Hij speelde later als patroon een belangrijke rol in zijn carrière. Na zijn studie trad De Jager in september 1662 als onderkoopman in dienst van de VOC, 'om in Indië te worden gebruykt in soodanige functiën, daartoe sal worden bevonden syne bequamheyt te strecken'. De VOC voorzag hem ook van boeken en instrumenten en ontsloeg hem van de verplichting om een garantsteller op te geven, wat eigenlijk verplicht was voor onderkooplieden. Een aanbeveling aan de gouverneur-generaal en de Raad van Indië in Batavia getuigde van zijn goede kennis van plantkunde, astronomie en vestingwerken, naast zijn taalkundige en wiskundige vaardigheden. In november vertrok hij naar Indië.

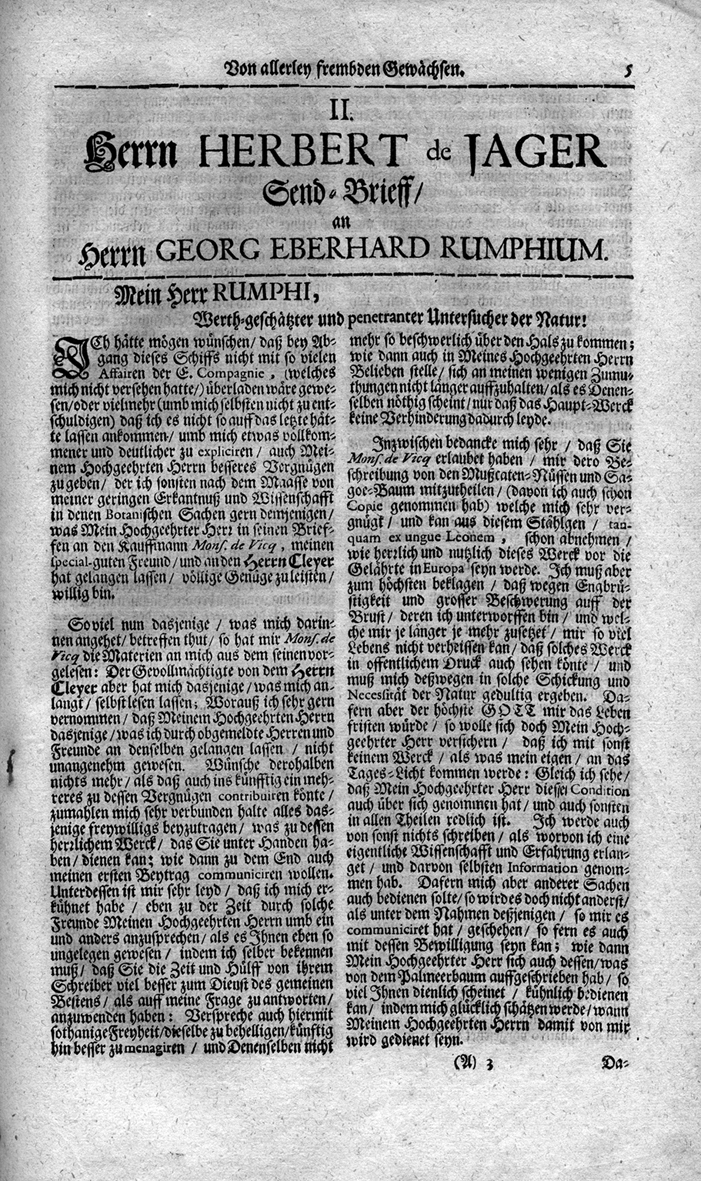
Brief van de Jager aan Georg Eberhard Rumpf in Ambon. 20 mei 1683 (van Valentini, 1714)

### Perzië
Na zijn aankomst in juni 1663 in Batavia, het hoofdkwartier en overslaghaven van de VOC in Azië, werd hij al spoedig aangesteld als eerste klerk op de generale secretarie, als opvolger van Willem van Outhoorn, die het te druk had met zijn werkzaamheden in de Raad van Justitie. De Jager fungeerde ook als vertaler en tolk, zoals bij het bezoek van de Portugese ambassadeur uit Goa Andreas Gomes, waarbij de communicatie tussen de Portugezen en de leden van de Raad van Indië Carel Hartsinck, Pieter Overtwater en Rijcklof van Goens plaatsvond in het Latijn, en een bezoek aan de Engelsen in Bantam voor gesprekken over de overdracht van het specerijeneiland Pulau Run, die na de Eerste Engels-Nederlandse Oorlog overeengekomen was.
Maleis was waarschijnlijk de eerste van de vele talen die hij in Azië leerde. In september 1665 werd hij naar de Perzische havenstad Gamron (Bandar Abbas) gezonden in het gezelschap van Huybert de Lairesse, die daar de nieuwe directeur werd. Ze arriveerden er in februari 1666 en vertrokken later dat jaar, vergezeld door de eerste assistent ter plekke Reinier Casembroot, naar het Safawiedische hof in Isfahan om met sjah Abbas II handelsbesprekingen te voeren. De Compagnie verkocht in Perzië specerijen en kocht ruwe zijde in bij een vertegenwoordiger van de sjah, die een monopolie op de verkoop had. De handelsvoorwaarden waren vastgelegd in een koninklijk besluit, de zogeheten firman. In oktober overleed de sjah echter, en De Lairesse en De Jager waren de eerste Europeanen die zijn negentienjarige opvolger konden begroeten, die gekroond werd als Sefi II. Deze verzekerde dat de door zijn vader uitgevaardigde firman volledig zou blijven gelden. De Jager was de jaren daarna hoofd van het VOC-kantoor in Isfahan en werkte als tolk, vertaler en onderhandelaar. Hij verdiepte er zijn kennis van de Perzische taal. Toen zijn contract na vijf jaar afliep, en hij bovendien onenigheid kreeg met de toenmalige directeur IJsbrand Godske, vroeg hij meerdere malen om te mogen repatriëren. Na toestemming van de Raad van Indië vertrok hij in mei 1670 vanaf Gamron, zoals gebruikelijk via de omweg van Batavia.

### India

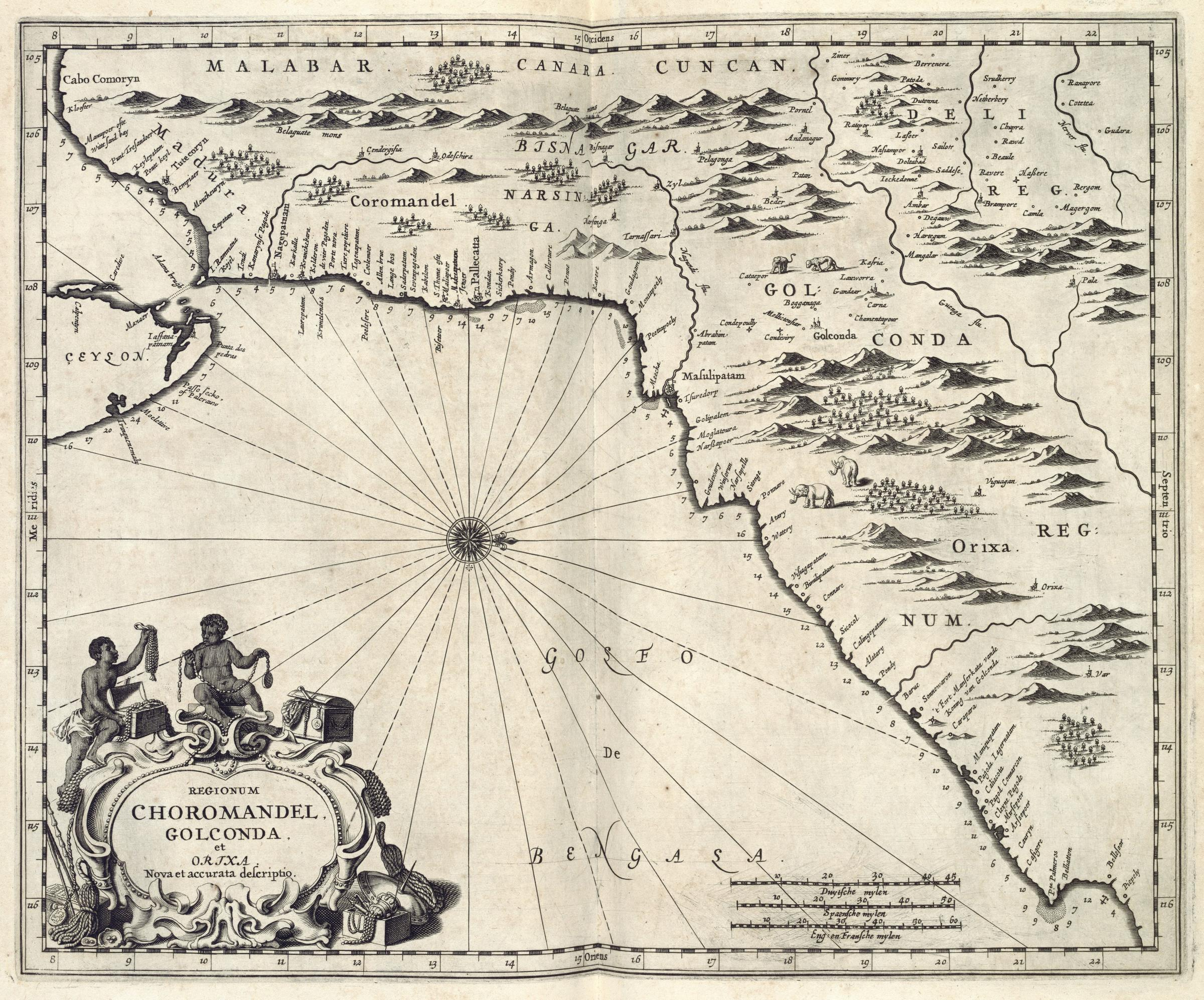
De Coromandelkust en Golkonda

Tijdens een tussenstop in Paliacatte, het hoofdkantoor van de VOC aan de Indiase Coromandelkust, haalde gouverneur Anthonie Paviljoen hem over tot deelname aan de ambassade van opperkoopman Pieter Smith naar het hof van Golkonda in het binnenland, waar het Perzisch de voertaal was. De missie had met aanzienlijke vertraging te maken, zodat De Jager veel langer in India bleef dan zijn bedoeling was. De missie had ook weinig succes, hoewel de sultan onder de indruk was van De Jagers kennis van het Perzisch. Toen hij in november 1672 terug kwam in Paliacatte was daar het Franse Perzisch Eskader aan de kust verschenen. Deze oorlogsvloot probeerde in de iets zuidelijker gelegen voormalig Portugese vesting San Thomé een basis voor de Franse Oost-Indische Compagnie te stichten. De Jager kon toen niet vertrekken, en maakte zich daarom ter plaatse nuttig met zijn kennis van vestingwerken, en wist bovendien een geheimschrift te ontcijferen ('gestelt in verscheide cijffer-letters en caracters die niet conden verstaen worden') in een brief die bij een gevangen genomen Fransman werd aangetroffen. De Jager, 'die sijne studij maeckende, op de caracters, ook de ontbindinge en ontcijfferinge daervan uijtgevonden heeft', kon zodoende informatie geven over de Franse plannen. De Fransen werden in San Thomé vanaf juni 1673 belegerd door een vloot van Rijcklof van Goens uit Ceylon en een leger van Golkonda vanaf de landzijde, waardoor zij in september 1674 werden verdreven. San Thomé werd teruggegeven aan Golkonda. De Jager was een van de ondertekenaars van het capitulatieverdrag. Vanwege het rampjaar in de Republiek had hij inmiddels zijn bedenkingen gekregen over zijn repatriëring. In oktober 1673 bevorderde Van Goens hem tot koopman met een contract voor nog drie jaar. Van Goens benadrukte niet alleen zijn waardevolle diensten als tolk, maar ook die als ingenieur.

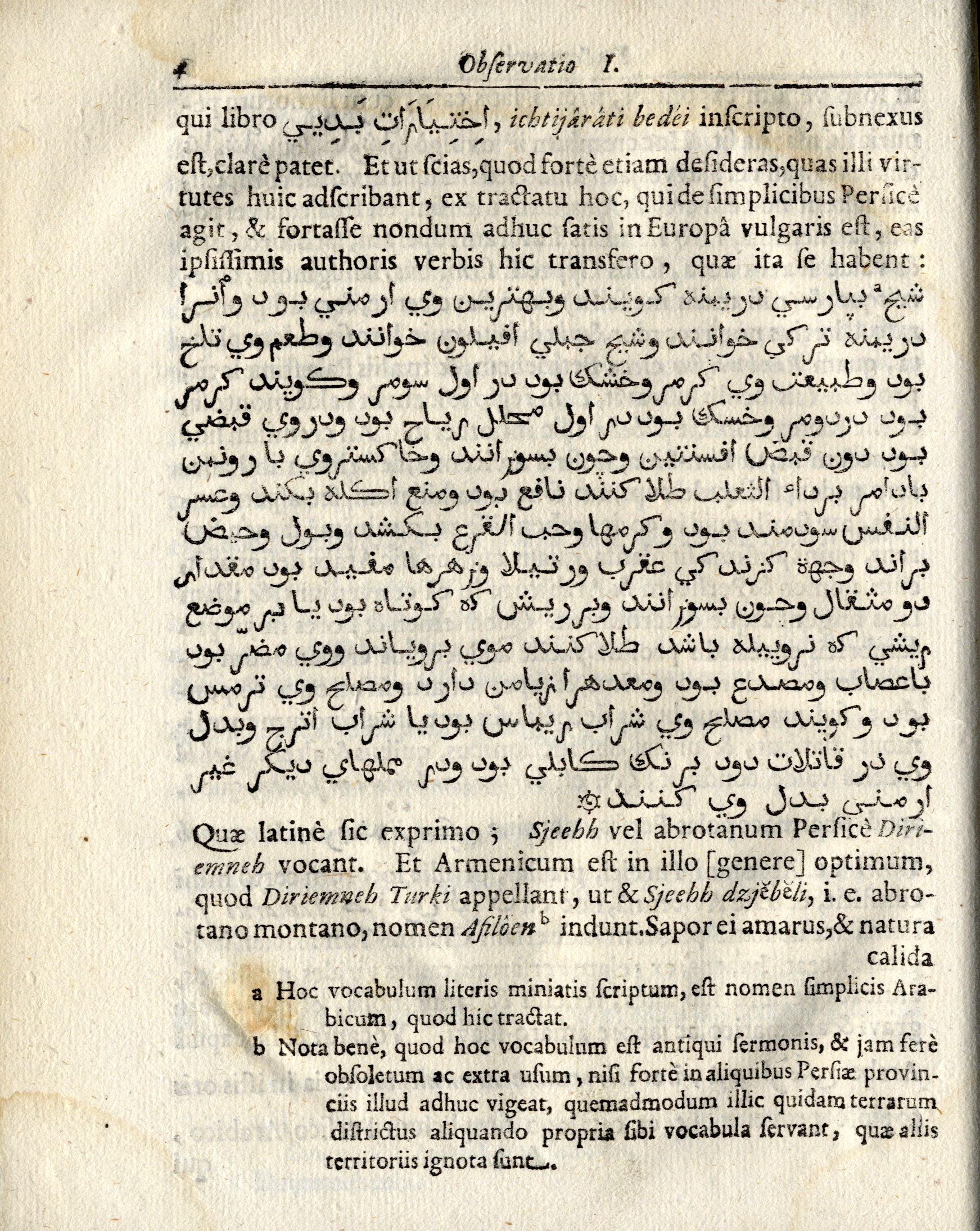
Pagina uit de verhandeling De Sementina van Herbert de Jager (Miscellanea curiosa, 1684)

De Jager ging deel uitmaken van de politieke raad van gouverneur Paviljoen, en kreeg begin 1675 de leiding over het munthuis van Paliacatte. De VOC had er het recht gekregen gouden pagoden te slaan, de lokale munt waarmee katoenen stoffen (lijnwaden) aan de kust werden ingekocht. De volgende jaren bracht De Jager door aan de Coromandelkust en in Golkonda, waar hij geïnteresseerde medewerkers, zoals Daniël Havart, hielp bij het leren van Perzisch. Havart noemde hem 'in de Oostersche talen byzonder ervaren' en zei over hem: 'die Heer heeft de roem in waarheid dat hy seventien talen wel spreekt'. De Jager leerde in deze tijd naast de Dravidische talen Tamil en Telugu ook Sanskriet. Zelf wilde hij liever naar Perzië terug. Hij solliciteerde bij de Raad van Indië op de vacature van secunde (tweede man) in Perzië en een hernieuwd optreden als hoofd van het kantoor in Isfahan. De Raad gaf daar echter geen gehoor aan. Die vond dat zijn vaardigheden beter van pas zouden komen in Ceylon. Maar ook dat ging niet door, zodat hij uiteindelijk bleef waar hij was. In 1677 zond de nieuwe gouverneur Jacques Caulier hem op een missie naar het leger van Suwagie Magaratie (Shivaji Maharaj), de leider van de Maratha's, die zich in het sultanaat Visiapoer (Bijapur) ophield. Hij moest vragen om bevestiging van de firman voor de handel van de VOC in de door hem veroverde gebieden. Op 6 augustus bereikte hij samen met de koopman Nicolaas Clement uit Tegenapatnam het kamp van Shivaji in Waligondapuram (het huidige Valikandapuram). Shivaji gaf hen twee kauls, maar Caulier was er niet tevreden mee en verweet hen te grote statie te hebben gevoerd en te veel geld te hebben uitgegeven aan geschenken. Pas twee jaar later werd De Jager in deze zaak vrijgesproken. In 1678 speelde hij een rol als vestingwerkadviseur bij een poging van een vloot uit Ceylon om het laatste restant van het Perzisch Eskader uit Pondicherry te verjagen, maar door tegenwind en aflandige stromingen kon de vloot de kust niet bereiken.
In januari 1680 zond Willem Carel Hartsinck, die de overleden Caulier als gouverneur had vervangen, De Jager vergezeld van een fiscaal naar Tegenapatnam, verder naar het zuiden, om een onderzoek naar fraude in de lijnwaadhandel in te stellen. In maart leverde hij een rapport op. In oktober keerde hij in opdracht van de Raad van Indië na 10 jaar aan de Coromandelkust te hebben doorgebracht terug naar Batavia, met het schip de Vrye Zee. Hartsinck, in een begeleidende brief, 'moetende als nogh getuigen dat Sijn Ed. veele goede en importabele diensten voor d'E. Comp. gedaen ende ons in 't bijsonder allesints contentement gegeven heeft'.

### Perzië

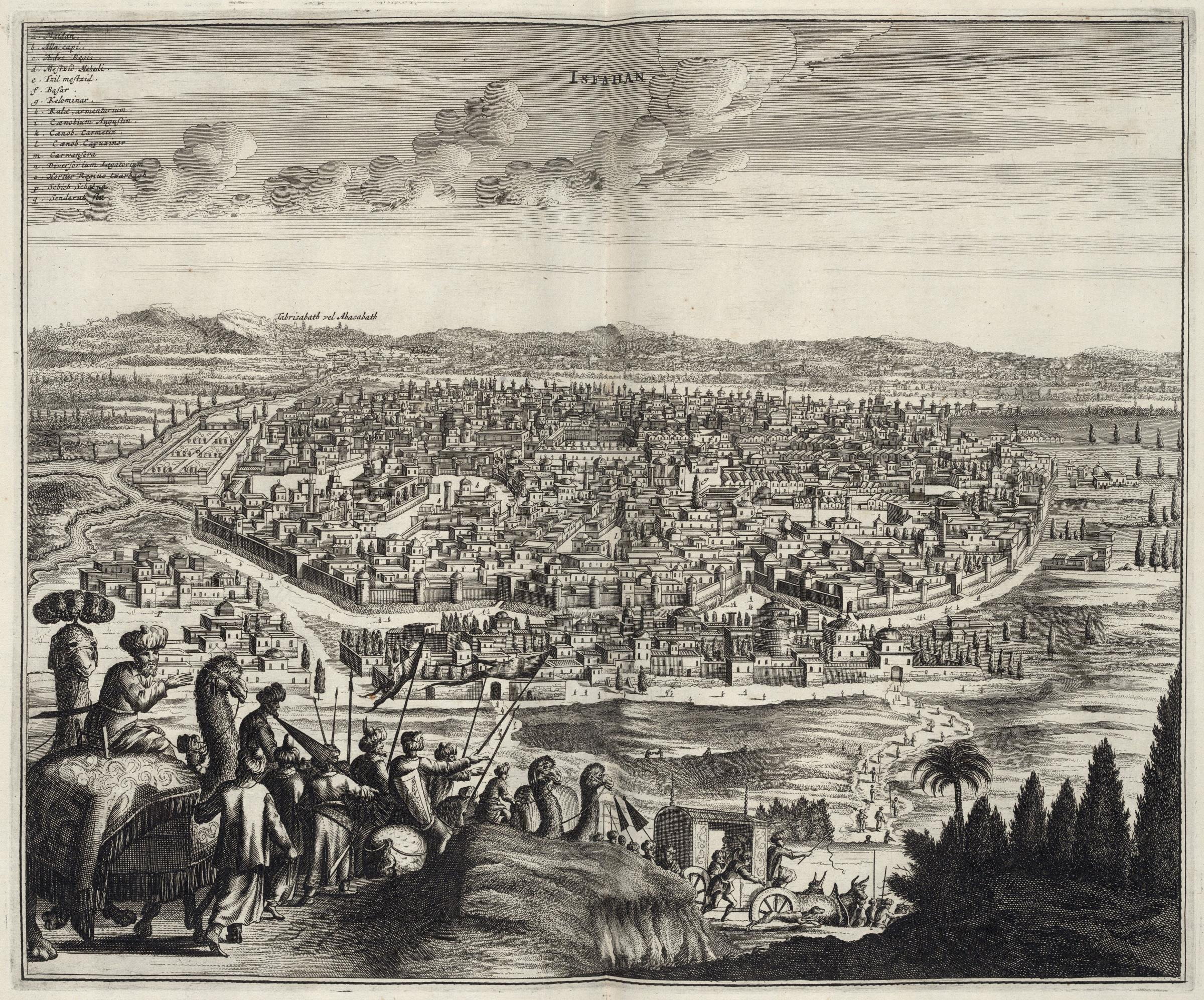
Isfahan

In Batavia hield De Jager zich bezig met de studie van talen en van plantkunde, en gaf hij les in Arabisch en Maleis aan predikanten. Op 25 november 1681 wordt hij genoemd als een van de deelnemers aan de grootse afscheidsceremonie voor gouverneur-generaal Rijcklof van Goens en de installatie van zijn opvolger Cornelis Speelman. In deze jaren stond hij de Raad van Indië bij in de correspondentie in het Maleis met de sultans van Mataram en Bantam. In Mataram was sultan Amangkoerat II door de VOC geholpen bij het onderdrukken van de Trunajaya-opstand. In Bantam was een strijd gaande tussen de oude sultan Ageng Tirtajasa en zijn zoon Aboen Nasar, ook wel bekend als Sultan Hadji. De majoor Isaac de Saint-Martin en de kapitein François Tack waren met troepen in Bantam aanwezig om Sultan Hadji te steunen. De Jager werd in april 1682 naar hen toegestuurd met een 'pacquet geslote secrete papieren' met nadere instructies. Hij kreeg in Bantam de rang naast Tack. Hij maakte een analyse van Agengs vesting in Tirtajasa, en schreef bovendien voor de Raad van Indië een uitvoerig rapport over de tegenover Bantam liggende kuststreek van de Lampongs in Sumatra, met een lijst van koopwaren die men daar wilde hebben in ruil voor peper. In november was De Jager weer terug in Batavia. Begin 1683 werden Ageng en zijn aanhangers verslagen door de gecombineerde troepen van Sultan Hadji en François Tack. Ageng bracht zijn oude dag in Kasteel Batavia door als pangeran Tirtajasa.
In december 1683 ging De Jager met een vloot onder Reinier Casembroot mee terug naar Gamron in Perzië. Casembroot was daar na directeur geweest te zijn nu als commissaris benoemd om een gerezen conflict met de Perzen over de prijs van zijde op te lossen, en had speciaal om De Jager gevraagd 'als zijnde seer expert en grondig ervaren in de Persiaense tale'. In Gamron aangekomen gingen De Jager en de directeur Justus van den Heuvel naar Isfahan, een reis van zo'n negenhonderd kilometer door de woestijn en over hoge bergen, waar een karavaan meer dan een maand over deed, maar de sjah was niet bereid tot concessies. Hij heette inmiddels geen Sefi II meer maar Suleiman I, op advies van zijn astrologen. De ongeduldige Casembroot nam daarop in Gamron 13 inheemse schepen in beslag en in augustus 1684 werd het eiland Kismis veroverd. De onderhandelingen schoten echter niet op. Zo bracht De Jager deze jaren weer in Isfahan door. Hij was bevorderd tot opperkoopman en er was hem beloofd, zo schreef hij in januari 1684 aan de botanicus Georg Rumpf (Rumphius) in Ambon, dat hij zich daarna in alle rust ('in pace ed quiete') in Batavia aan studie, onderwijs en het schrijven van studiemateriaal kon wijden. In 1684 arriveerde in Isfahan ook de arts Engelbert Kaempfer, als lid van een Zweedse ambassade. De Jager was erg onder de indruk van Kaempfers honger naar kennis en hij hielp hem bij het verkennen van Perzië. Het was het begin van een hechte vriendschap. Brieven in de nalatenschap van Kaempfer tonen de intensiteit van de correspondentie en de warmhartige relatie tussen de twee.

### Batavia
Het conflict met de Perzen bleef onbeslecht. In juni 1685 werd Kismis weer opgegeven. De Jager was in november 1686 weer terug in Gamron. In april was hij weer in Batavia. Kaempfer, die de Zweedse ambassade had verlaten en als arts bij de VOC was gaan werken, kwam na een jaar in India te hebben doorgebracht in 1689 ook in Batavia aan. De Jager en anderen moedigden hem aan om Japan te onderzoeken, aangezien er al decennia lang geen recente publicatie was verschenen. Een memorandum geschreven door de Jager diende Kaempfer in Japan als leidraad voor zijn onderzoek. Het leidde tot zijn De Beschryving van Japan, uitgegeven in 1729.

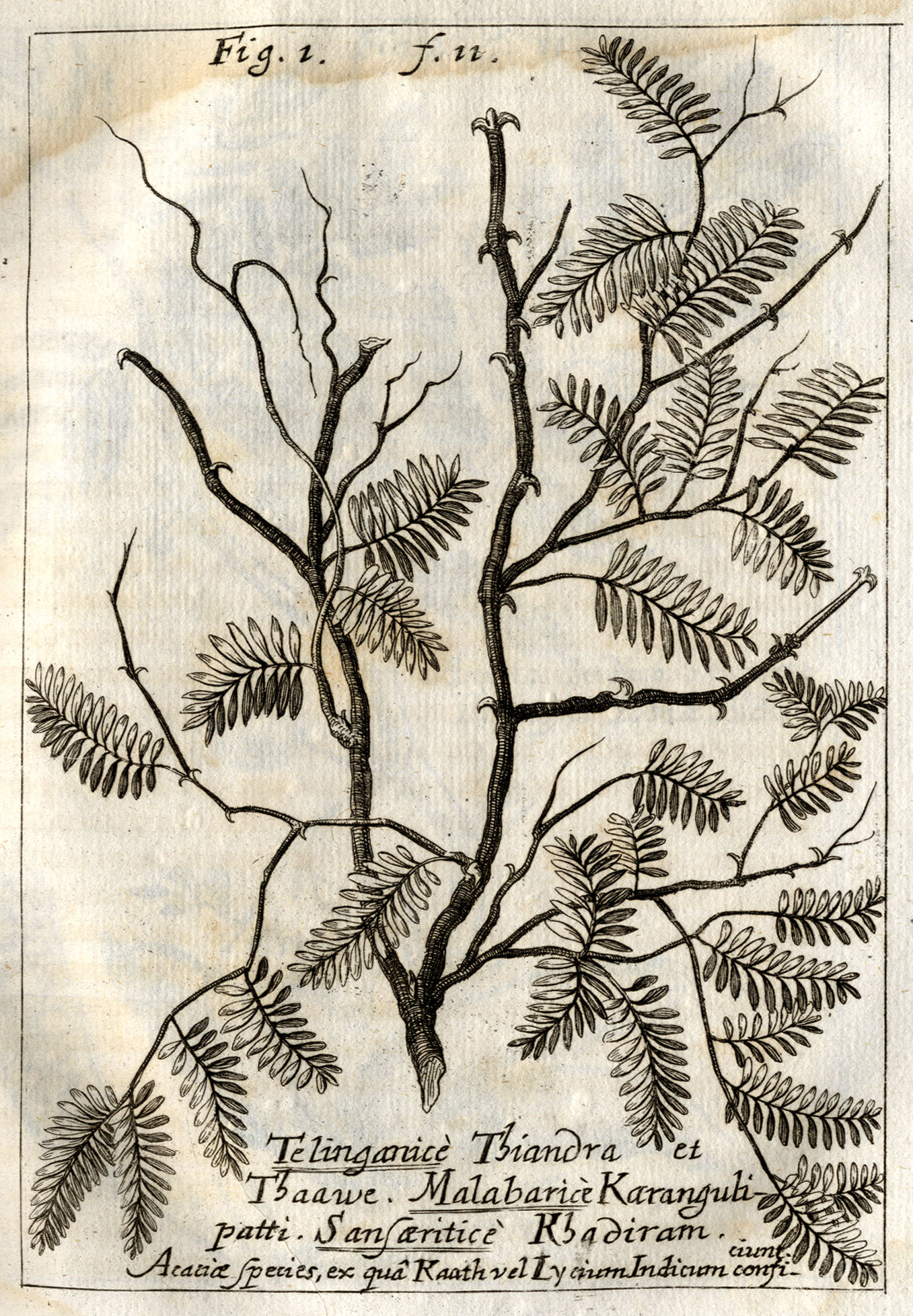
Acaciatak uit de verhandeling De Sementina van Herbert de Jager (Miscellanea curiosa, 1684)

In Batavia legde De Jager zich weer toe op talenstudie. Hij bestudeerde de verwantschap tussen Sanskriet, Tamil en hoog-Javaans. Ook stak hij veel energie in het verkennen van de flora van Indië. Hij correspondeerde over zijn waarnemingen met Witsen, Kaempfer, Jacob Breyne en Rumpf, die hem 'den geleerden Botanicus Herbert de Jager' noemde en uitkeek naar zijn komst 'in deze Ambonsche provintie', maar tevergeefs. De Jager was na zijn terugkomst uit Coromandel in eerste instantie gevraagd om assistentie te verlenen aan gouverneur Robertus Padtbrugge van Ambon, maar dat was niet door gegaan. De Jager onderhield ook nauwe banden met de arts Andries Cleyer, die als exploitant van de Bataviase apotheken de Aziatische flora afspeurde naar nuttige geneeskrachtige planten en tijdens twee verblijven in Japan botanisch materiaal verzamelde. De geïllustreerde verhandeling De Sementina, geschreven voor Cleyer in januari 1681, geeft een indruk van de breedte van De Jagers kennis en taalvaardigheid, staat vol met citaten in Arabisch schrift en relateert oosterse aan westerse kennis. Zijn correspondentie was omvangrijk. Een brief aan Rumpf gedateerd 20 mei 1683, beslaat ook gedrukt in folioformaat nog steeds meer dan acht pagina's. Een brief van zeven weken later telt negen pagina's, en een brief van februari 1689 meer dan veertien.
De Jager maakte deel uit van een intellectuele, verlichtte kring van onder meer gouverneur-generaal Johannes Camphuys, Cornelis Chastelein, Isaac de Saint-Martin en Willem ten Rhijne. Zijn grote ijver ging wel ten koste van de sociale contacten. In 1689 meldde Kaempfer vanuit Batavia dat 'de heer de Jager...ongestoord in zijn gebruikelijke nijvere eenzaamheid in goede gezondheid verkeerde'. Hij hechtte ook weinig belang aan materieel gewin, en deed niet mee aan de particuliere handel waar veel VOC-medewerkers geld mee bijverdienden. Zijn beschermheer Witsen, aan wie de Jager jarenlang rapporten, tekeningen, zaden en planten had geleverd, schreef in 1713 dat de Jagers eruditie de reden was dat hij in Batavia arm stierf ('Sijn geleertheijt was oorzaak dat hij arm stierf'). Op 7 April 1693 werd in een resolutie van de Raad van Indië betreurd dat hij 'op zijn oude dag in somberheid was vervallen'. Toen Kaempfer terugkeerde in Europa zei hij dat de Jager nog slechts gedeeltelijk tot arbeid in staat was. Hij leed vooral aan geheugenverlies. Hij overleed op 9 januari 1694 in een weeshuis in Batavia, 'in zijne hooge jaeren tot kranksinnigheijt vervallen synde'.

### Nalatenschap
In februari 1695 schreef de Raad van Indië aan de Heren XVII: 'Noch werden UEd. Ho. Agtb. met 't schip de Spiegel toegesonden alle de nagelate manuschripta van den overleden oppercoopman Herbreght de Jager, voorts geschrevene en gedruckte boeken in verscheyde talen, beyde bij hem op sijn sterven bevonden en in twee kisten gepackt'. Hier is echter veel van verloren gegaan. Witsen schreef in 1713 dat De Jager een schat aan wetenschappelijke aantekeningen had nagelaten die allemaal werden verwaarloosd door gebrek aan interesse. 'Alle verwaerloost, sijnde schier niemant bij ons curieus'. Volgens de Duitse arts en verzamelaar Michael Bernhard Valentini bracht Johann Gottfried Vitus, een 'adelborst en ruijter in dienst der Compagnie' die De Jagers hulp was geweest, uit Indië 'een aanzienlijke bundel Nederlandse handschriften mee uit de erfenis van de heer Herbertie de Jager'. Hij vestigde zich toen in Worms als een 'materialist en handelaar'. Vitus gaf het een en ander 'voor geld en vriendelijke woorden' door aan Valentini, die in 1704 enkele brieven publiceerde. Een Perzisch woordenboek en diverse Maleisische en Perzische documenten kwamen in het bezit van de raad van Indië Isaac de Saint-Martin, met wie De Jager veel had samengewerkt bij vertaalwerk, maar geen van die documenten is bewaard gebleven. Een uitvoerige verhandeling over de productie van de kleurstof indigo en een andere over de acacia en het geneesmiddel catechu werden tijdens zijn leven uitgegeven door de Duitse Leopoldina. Manuscripten van De Jager behoorden waarschijnlijk ook tot de vele bronnen van Francois Valentijns werk Oud en Nieuw Oost-Indiën uit 1724.
De Jager was waarschijnlijk de beste kenner van tal van niet-Europese talen van zijn tijd en was ook als natuurwetenschapper een veelgevraagd correspondent voor veel Europese geleerden, die zijn kennis in allerlei vormen verder verspreidden.

## Werken
- De Herbae, Indigo dictae, satione, cultur, & extractione coloris Indigo dicti, circa Tsinsiam, in regionibus Orientalibus. In: Miscellanea curiosa sive ephemeridum medico-physicarum Germanicarum Academiae Caesareo-Leopoldinae Naturae Curiosorum, Decuria 2. Annus 2 (1683), blz. 5-7.
- De Sementina. In: Miscellanea curiosa sive ephemeridum medico-physicarum Germanicarum Academiae Caesareo-Leopoldinae Naturae Curiosorum, Decuria 2. Annus 3 (1684), blz. 1-11.
- Michael Bernhard Valentini: Oost-Indianische Send-Schreiben, Von Allerhand raren Gewächsen, Bäumen, Jubelen, Auch andern Zu der Natur-Kündigung und Artzney-Kunst gehörigen Raritäten. Franckfurt am Mayn: Zunner, 1714 (brieven van Herbert de Jager aan Eberhard Rumpf)